# Talbot Ireland Motors
Talbot Ireland Motors war ein Montagewerk für Kraftfahrzeuge und damit Teil der Automobilindustrie in Irland.

## Unternehmensgeschichte
Das Unternehmen entstand 1981 in Dublin als Nachfolgegesellschaft von Chrysler Ireland. Vorangegangen war die Übernahme von Chrysler Europe durch die Groupe PSA. Die Montage von Automobilen wurde fortgesetzt. Dermot Hurley leitete das Unternehmen. 1984 endete die Fahrzeugproduktion.
Laut einer anderen Quelle existierte das Unternehmen vom 13. August 1946 bis zum 17. Januar 1989.

## Fahrzeuge
Die europäische Marke Talbot wurde 1979 unter Peugeot wieder eingeführt. Es ist naheliegend, dass das irische Werk Modelle von Talbot montierte. Die Zulassungsstatistiken lauten auf Talbot.

## Produktionszahlen
Nachstehend die Zulassungszahlen in Irland aus den Jahren, in denen Talbot Ireland Motors sie montierte. Die Zahl für das erste Jahr beinhaltet auch die Produktion durch die Vorgängergesellschaft, da eine Splittung innerhalb eines Jahres nicht möglich ist.
| Jahr  | Zulassungszahlen |
| ----- | ---------------- |
| 1981  | 2065             |
| 1982  | 1063             |
| 1983  | 944              |
| 1984  | 542              |
| Summe | 4614             |